# Лістов Володимир Володимирович
Володимир Володимирович Лістов (4 грудня 1931, місто Томськ, тепер Російська Федерація — 22 лютого 2014, місто Москва) — радянський державний діяч, 1-й секретар Кемеровського міського комітету КПРС, завідувач відділу хімічної промисловості ЦК КПРС, міністр хімічної промисловості СРСР. Кандидат у члени ЦК КПРС у 1981—1990 роках. Депутат Верховної Ради СРСР 10—11-го скликання.

## Життєпис
Народився в родині службовця.
У 1955 році закінчив Томський політехнічний інститут імені Кірова, інженер-технолог.
У 1955—1956 роках — майстер, начальник майстерні, технолог цеху хімічного заводу міста Рубіжне Ворошиловградської (Луганської) області.
У 1956—1961 роках — начальник зміни, технолог, начальник цеху, в 1961—1962 роках — заступник директора заводу, в 1962—1964 роках — директор заводу «Комунар» міста Кемерово.
Член КПРС з січня 1962 року.
У 1964—1966 роках — завідувач відділу хімічної промисловості Кемеровського обласного комітету КПРС.
У 1966—1970 роках — 1-й секретар Кемеровського міського комітету КПРС.
У 1970—1971 роках — начальник 3-го головного управління міністерства хімічної промисловості СРСР.
У 1971—1977 роках — заступник міністра хімічної промисловості СРСР.
У 1977—1980 роках — завідувач відділу хімічної промисловості ЦК КПРС.
5 листопада 1980 — 15 серпня 1986 року — міністр хімічної промисловості СРСР.
У 1986—1988 роках — завідувач відділу хімічної і лісопаперової промисловості Управління справами Ради Міністрів СРСР.
У 1988—1991 роках — заступник голови Бюро Ради міністрів СРСР із хіміко-лісового комплексу — голова науково-технічної ради.
У 1991 році — заступник голови Державного комітету СРСР з хімії та біотехнології.
З 1992 року — в комерційних структурах міста Москви, голова ради директорів АТЗТ «Кемінтек ЛТД».
Помер 22 лютого 2014 року в Москві. Похований на Троєкуровському цвинтарі.

## Нагороди і звання
- орден Леніна
- орден Жовтневої Революції
- орден Трудового Червоного Прапора
- орден «Знак Пошани»
- медалі
- Державна премія СРСР (1982)